# Metronome All-Stars 1956
| Recensione | Giudizio |
| ---------- | -------- |
| AllMusic   | [ 1 ]    |

Metronome All-Stars 1956 è un album discografico a nome della Metronome All-Stars 1956, pubblicato dalla casa discografica Verve Records nel dicembre del 1956.
La Metronome All-Stars era una periodica riunione di alcuni tra i migliori musicisti di jazz dell'epoca, organizzata dalla rivista musicale Metronome Magazine, quella riguardante quest'album (1956) si tratta dell'ultima edizione di questi eventi (la prima fu organizzata nel 1939).

## Tracce
Lato A
1. Billie's Bounce – 20:30 (Charlie Parker) – Registrato il 18 giugno 1956 a New York

Lato B
1. April in Paris – 4:43 (Yip Harburg, Vernon Duke) – Registrato il 25 giugno 1956 a New York
2. Every Day I Have the Blues – 5:11 (Peter Chatman) – Registrato il 25 giugno 1956 a New York
3. Party Blues – 3:59 (Count Basie, Ella Fitzgerald, Joe Williams) – Registrato il 25 giugno 1956 a New York
4. Basie's Back in Town – 3:16 (Ernie Wilkins) – Registrato il 27 giugno 1956 a New York
5. Lady Fair – 2:55 (George Wallington) – Registrato il 18 giugno 1956 a New York

## Musicisti
Billie's Bounce
- Thad Jones - tromba
- Eddie Bert - trombone
- Serge Chaloff - sassofono baritono
- Tony Scott - clarinetto
- Lee Konitz - sassofono alto
- Al Cohn - sassofono tenore
- Zoot Sims - sassofono tenore
- Teddy Charles - vibrafono
- Billy Taylor - pianoforte
- Tal Farlow - chitarra
- Charles Mingus - contrabbasso
- Art Blakey - batteria

April in Paris / Every Day I Have the Blues
- Count Basie - pianoforte, organo
- Ella Fitzgerald - voce
- Joe Williams - voce
- Thad Jones - tromba
- Wendell Culley - tromba
- Reunald Jones - tromba
- Joe Newman - tromba, arrangiamenti
- Henry Coker - trombone
- Bill Hughes - trombone
- Benny Powell - trombone
- Bill Graham - sassofono alto
- Marshall Royal - sassofono alto, clarinetto
- Frank Foster - sassofono tenore
- Frank Wess - sassofono tenore, flauto
- Charlie Fowlkes - sassofono baritono
- Freddie Green - chitarra
- Eddie Jones - contrabbasso
- Sonny Payne - batteria

Party Blues
- Count Basie - pianoforte
- Ella Fitzgerald - voce
- Joe Williams - voce
- Thad Jones - tromba
- Joe Newman - tromba
- Henry Coker - trombone
- Frank Wess - sassofono tenore
- Freddie Green - chitarra
- Eddie Jones - contrabbasso
- Sonny Payne - batteria

Basie's Back in Town
- Count Basie - pianoforte
- Joe Williams - voce
- Thad Jones - tromba
- Wendell Culley - tromba
- Reunald Jones - tromba
- Joe Newman - tromba, arrangiamenti
- Henry Coker - trombone
- Bill Hughes - trombone
- Benny Powell - trombone
- Bill Graham - sassofono alto
- Marshall Royal - sassofono alto, clarinetto
- Frank Foster - sassofono tenore
- Frank Wess - sassofono tenore
- Charlie Fowlkes - sassofono baritono
- Freddie Green - chitarra
- Eddie Jones - contrabbasso
- Sonny Payne - batteria
- Ernie Wilkins - arrangiamenti

Lady Fair
- George Wallington - pianoforte (solo)[3]